# Styringomyia subobscura
Styringomyia subobscura är en tvåvingeart som beskrevs av Alexander 1966. Styringomyia subobscura ingår i släktet Styringomyia och familjen småharkrankar. Inga underarter finns listade i Catalogue of Life.